# Sci estremo

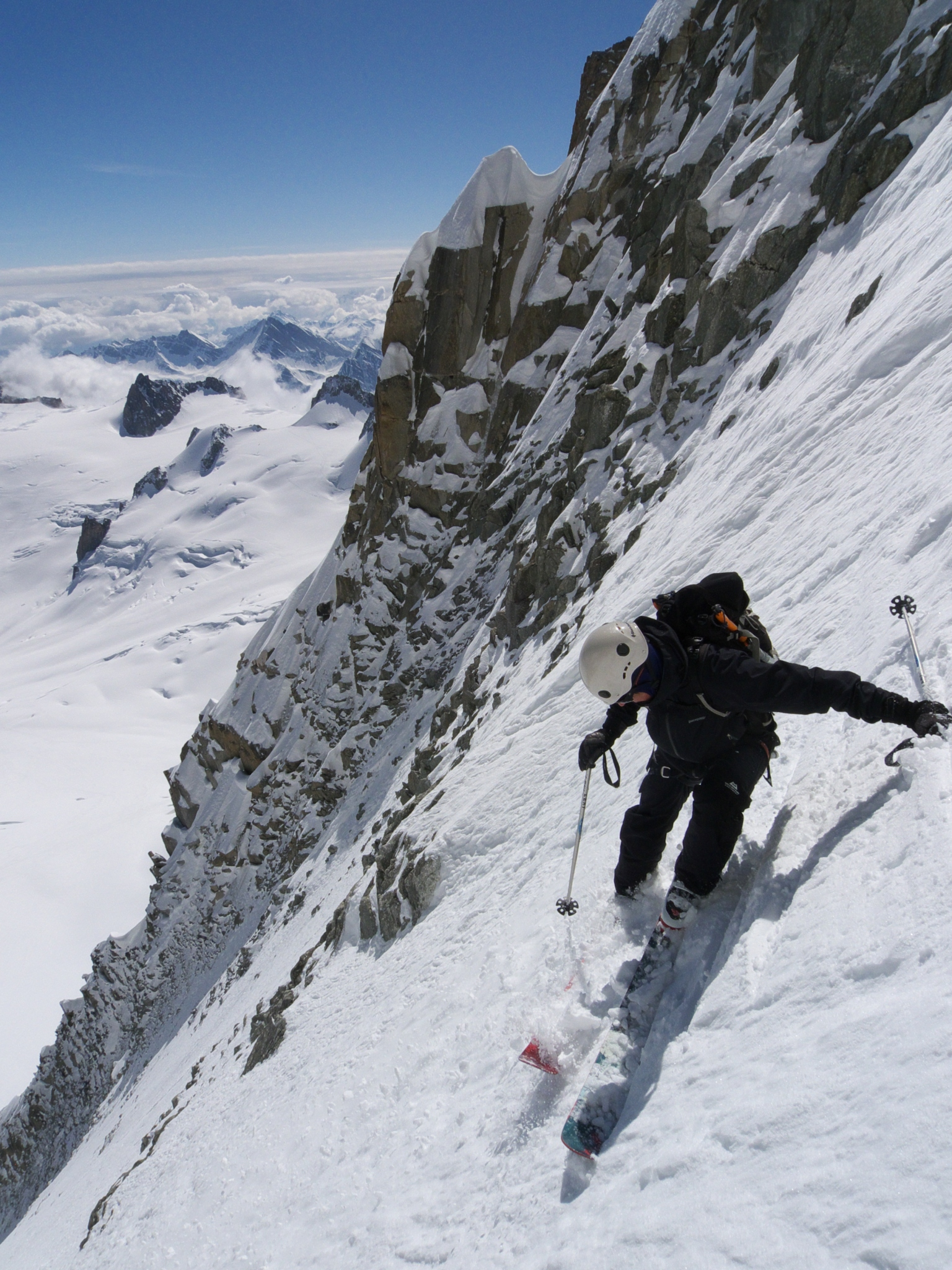
Discesa del couloir Jager sul versante est del Mont Blanc du Tacul

Lo sci estremo è una disciplina dello sci, con aspetti legati allo sci alpinismo e all'alpinismo, che si pratica al di fuori da impianti e piste attrezzate, su pendii di montagne con pendenze superiori ai 45°. Oltre alla pendenza determinano la difficoltà della discesa anche altri fattori, come le condizioni della neve, l'esposizione, la lunghezza del pendio, la larghezza dei passaggi e le difficoltà alpinistiche.
La pratica dello sci su pendii dove la ripidità è il fattore determinante è genericamente detta sci ripido (in francese ski de pentes raides, in inglese steep skiing) e quando la pendenza supera i 45° per lunghi tratti si parla di sci estremo.
Lo sci ripido non va confuso con il freeride, termine con il quale si descrive lo sci fuoripista in neve fresca, avente come scopo il divertimento e il senso di libertà.

## Descrizione
I francesi coniarono il termine Ski Extreme negli anni settanta del XX secolo, periodo nel quale un gruppo di sciatori, tra cui Anselme Baud, Patrick Vallençant, Sylvain Saudan, Jean Marc Boivin  e Stefano De Benedetti, iniziò a scendere da pendii prima considerati impossibili.
Lo sci ripido è valutato con varie scale di difficoltà, utilizzate dallo sci alpinismo, di cui lo "sci estremo" occupa i livelli oltre la pendenza dei 45°. Nella scala Alpina introdotta da François Labande questo grado si raggiunge con l'S5, nella scala Toponeige introdotta da Volodia Shahshahani con l'S5.1. Oltre alla ripidità sono considerati anche l'esposizione e la larghezza del passaggio.
Esistono anche aspetti etici riguardanti lo sci estremo, come per esempio:
- limitare le discese in corda doppia
- limitare i metodi di assicurazione o auto-assicurazione durante la discesa
- utilizzare o meno l'elicottero: riguardo a questo aspetto ci sono state posizioni contrapposte per esempio tra Sylvain Saudan e Toni Valeruz, che ne hanno fatto uso, concentrandosi soprattutto sull'aspetto della discesa, e Stefano De Benedetti e Heini Holzer, che sono stati contrari al suo utilizzo e sostenitori di un approccio con mezzi leali. La salita a piedi effettuata lungo l'itinerario di discesa permette inoltre uno studio migliore delle condizioni del pendio.

### Tecnica
La discesa di pendii sempre più ripidi ha portato allo sviluppo di tecniche specifiche:
- curva saltata: appoggiandosi su entrambi i bastoncini, dopo un piegamento si effettua una distensione in modo da sterzare gli sci paralleli in aria.
- curva a tergicristallo: consiste nel chiudere la curva saltata il più possibile facendo perno sulle code per ridurre la derapata (curva tipica di Sylvain Saudan).
- curva pedalata saltata: si solleva prima lo sci a valle indirizzandolo verso la pendenza e successivamente si libera lo sci a monte (curva tipica di Patrick Vallençant).

## Storia

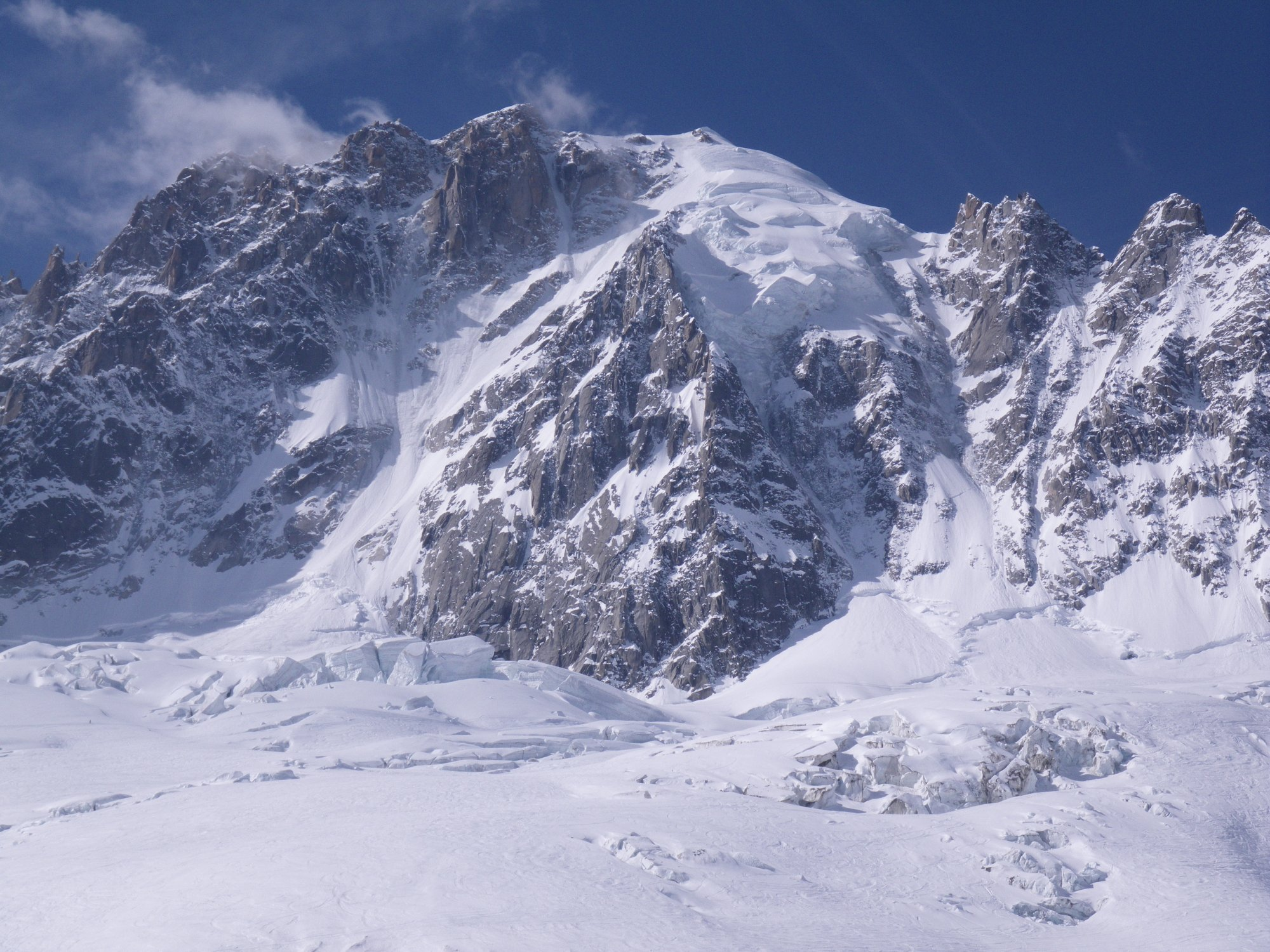
La parete nord dell'Aiguille Verte: a sinistra il couloir Couturier disceso nel 1973 da Serge Cachat-Russet, e pochi giorni dopo ripetuto da Anselme Baud e Patrick Vallençant.

Nei seguenti paragrafi sono descritte le principali fasi dello sviluppo dello sci estremo.

### Gli albori
Le prime discese di sci estremo sono da alcuni considerate quelle del 1935 di Peter Schindelmeister e Fritz Krügler, con le discese delle pareti nord dell'Hochtenn, 1000 metri di dislivello con pendenza media di 45°, e del Fuscherkarkopf, negli Alti Tauri. Si tratta delle prime discese ripide realizzate come risultato tecnico fine a se stesso. Nel 1937 Émile Allais scende l'Aiguille d'Argentière attraverso il Glacier du Milieu con Maurice Lafforgue e André Tournier, e il versante nord del Dôme du Goûter con E. Livacic. Nel 1953 la guida alpina di Chamonix Lionel Terray e il canadese Bill Dunaway realizzano la prima discesa del versante nord del Monte Bianco. Nell'occasione viene girato il documentario La grande descente, presentato al Trento Filmfestival.
Nel dopoguerra il diffondersi degli impianti di risalita e delle piste battute determina un generale miglioramento della tecnica sciistica e quindi anche di quella applicata allo sci ripido.

### Sylvain Saudan
Nel 1967 fa la sua comparsa lo svizzero Sylvain Saudan, che darà un notevole contributo allo sviluppo della disciplina e la farà conoscere al grande pubblico tramite i mass-media. Il 23 settembre discende per primo il couloir Spencer sull'Aiguille de Blaitière, con una pendenza media di 51°, fino ai 55°. È l'inizio di una serie di difficili primi discese tra cui: il couloir Whymper sulla parete sud dell'Aiguille Verte (1968), il couloir Gervasutti sul versante est del Mont Blanc du Tacul (1968), il couloir Marinelli sulla parete est del Monte Rosa (1969), la parete nord dell'Aiguille de Bionnassay (1969), la parete ovest dell'Eiger (1970). Nel 1972 discende la parete sud-ovest del monte McKinley, in Alaska, dai 6.194 m della vetta fino ai 1.800 m del campo 1, con pendenze fino oltre i 45°.

### Gli anni settanta e ottanta

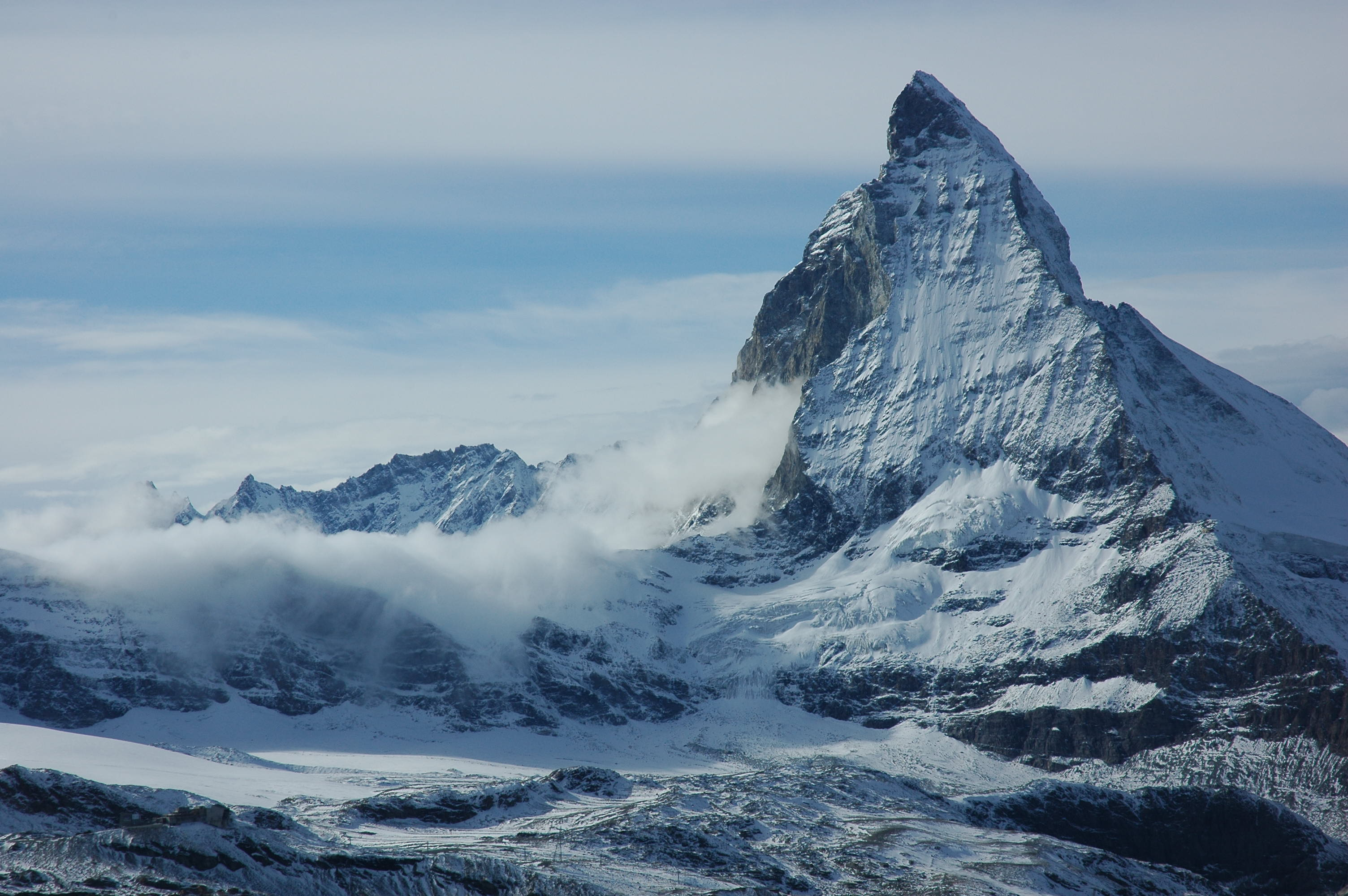
La parete est del Cervino discesa da Valeruz nel 1975 e Boivin nel 1980.

#### Francia
Nel 1973 è particolarmente importante la prima discesa della parete nord dell'Aiguille Verte, per il couloir Couturier, da parte del francese Serge Cachat-Russet. Si tratta di un pendio di 1.100 metri di dislivello con pendenze fino a 50°-55°. Cachat-Russet raggiunge la vetta in elicottero ed impiega circa cinque ore per la discesa.
Pochi giorni dopo il couloir Couturier viene ripetuto, questa volta senza utilizzo dell'elicottero da Patrick Vallençant e Anselme Baud. I due sciatori sono tra i principali esponenti francesi dello sci estremo degli anni settanta e realizzano un gran numero di prime discese. Nel 1975, nel massiccio degli Écrins, Vallençant scende diversi impegnativi couloir: il couloir nord-ovest del Pic Sans Nom, il couloir nord del Coup de Sabre, il couloir nord del Col du Diable e il couloir Gravelotte sulla Meije.
Dalla metà degli anni settanta diviene protagonista dello sci estremo anche il poliedrico Jean-Marc Boivin. Nel 1980 mette in mostra le sue doti con una particolare trilogia sul Cervino: scende con gli sci la parete est, risale in solitaria la parete nord per la via Schmid e scende quindi dalla cima in deltaplano. L'impresa viene documentata nel film Aventure au Cervin, vincitore del premio Genziana d'oro al Trento Filmfestival del 1981. Nel 1985 riesce nella discesa del couloir ad Y sul versante della Charpoua dell'Aiguille Verte: 1000 metri di dislivello con pendenze tra i 50° e i 60°.

#### Austria
Verso la fine degli anni sessanta i più attivi sono Kurt Lapuch e Manfred Oberegger. Nel giugno 1969 discendono la parete nord-ovest del Grosses Wiesbachhorn, famosa perché Rigele e Welzenbach nel 1924 avevano usato per la prima volta chiodi da ghiaccio, e un mese dopo ripetono il canalone Marinelli sulla parete est del Monte Rosa. Nel 1971 Oberegger e Albrecht Thausing ripetono il canalone Pallavicini sul Großglockner. Qui, nel 1968, in occasione della seconda ripetizione era stato girato il film Ski Extrem di Jürgen Gorter.

#### Italia

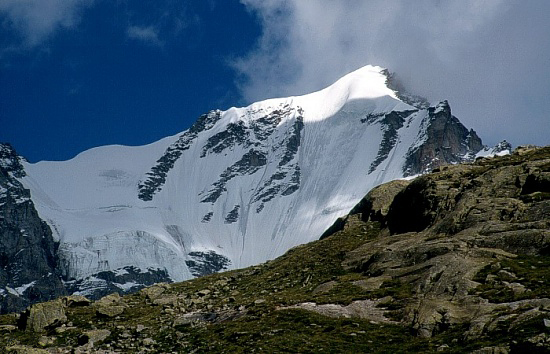
La parete nord del Gran Paradiso, discesa da Heini Holzer con H. Vitroler e S. Walzl nel 1975.

All'inizio degli anni settanta il principale sciatore estremo italiano è l'altoatesino Heini Holzer, di professione spazzacamino. Dal 1970 ogni anno compie almeno una decina di prime discese: tra le più impegnative troviamo la parete nord del Piz Palü (1972), lo Sperone della Brenva sul Monte Bianco (1973), le pareti nord dell'Aletschhorn e del Gran Paradiso (1975). Nel 1977 muore, in seguito a una caduta sulla parete nord-est del Piz Roseg, nel Massiccio del Bernina.
Dopo la scomparsa di Holzer sono attivi in Italia due sciatori: Toni Valeruz e Stefano De Benedetti. Tra le prime discese più famose di Toni Valeruz vi sono la parete est del Cervino (1975), la parete nord-ovest del Gran Vernel (1979), la parete nord-est dell'Eiger (1983) e la parete nord-est del monte Civetta (1994). Delle oltre ottanta prime discese di De Benedetti si possono ricordare la via Major sul versante della Brenva del Monte Bianco (1979), la via dei Francesi sulla parete est del Monte Rosa (1979), la parete nord del Fletschhorn (1983) e la cresta dell'Innominata sul versante sud del Monte Bianco (1986). Gli sci di De Benedetti utilizzati per quest'ultima discesa sono esposti al Museo nazionale della montagna di Torino.

### Dagli anni novanta ad oggi

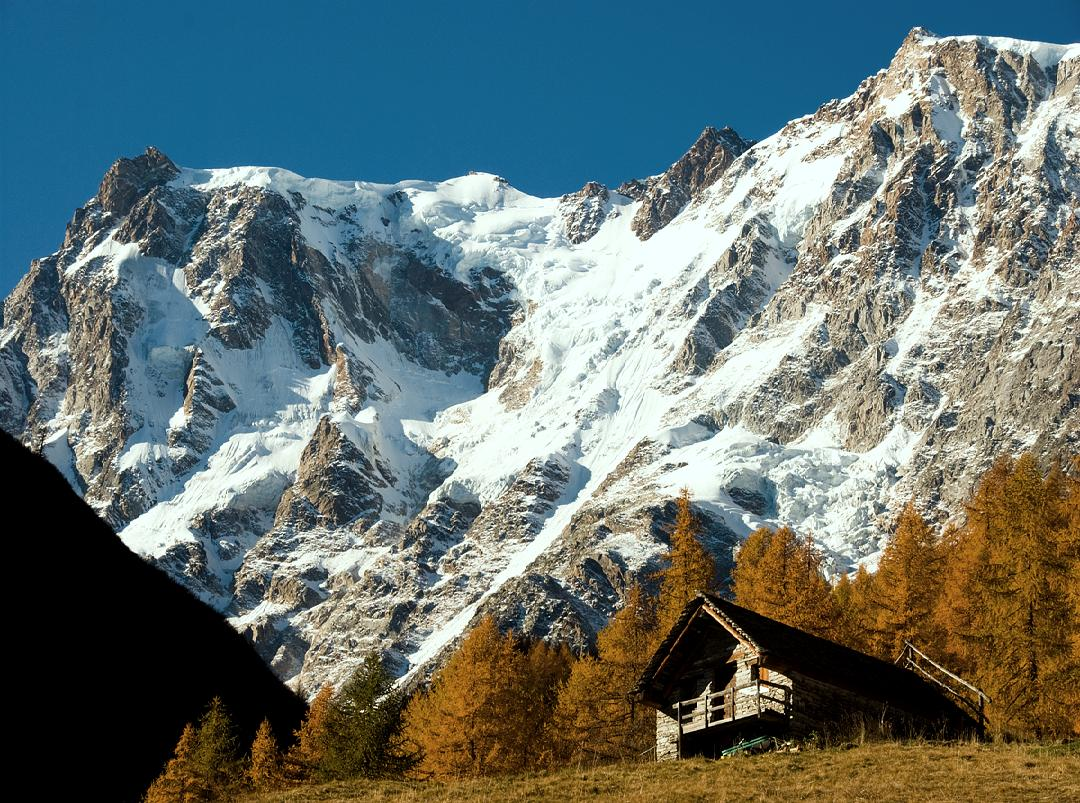
La parete est del Monte Rosa, teatro di alcune delle più impegnative discese.

Negli anni ottanta incomincia la trentennale carriera di sciatore estremo e guida alpina del francese Pierre Tardivel, che lo porterà a realizzare un centinaio di nuove discese, in particolare sul massiccio del Monte Bianco, della Vanoise e sulle montagne del Bornes, Aravis e Bauges. Tra le sue discese più importanti: la parete nord del Grand Pilier d'Angle (1988, 800 metri con pendenze di 50-55°), il versante sud dell'Everest dagli 8.760 metri della vetta sud (1992), il contrafforte centrale della parete sud-ovest del Monte Bianco (1993), il versante italiano dell'Aiguille de Triolet (1995), la parete nord del Grosshorn (2000), sei prime discese sulle Courtes (1987-2001).
In Italia il triestino Mauro Rumez, dopo aver ripetuto le grandi classiche dello sci estremo, compie una quarantina di nuove discese, molte delle quali sulle Alpi Giulie. Tra queste vanno ricordate la prima discesa della via di Dogna (1996) e della via Amalia sul Jôf di Montasio. Nel 1999 compie la prima discesa del West Rib sul monte McKinley, 2.600 metri di dislivello, fino a 55° di pendenza. Rumez è scomparso nell'ottobre 1999, travolto da una valanga mentre scendeva dal Grosser Eiskogel (3.530 m, nel gruppo dell'Ortles).
Alla fine degli anni ottanta Fabio Iacchini, che sarebbe diventato guida alpina, istruttore nazionale guide e maestro di sci, a soli diciotto anni discende il canalone Marinelli sulla parete est del Monte Rosa, per una nuova diretta sotto la punta Nordend. Nel giugno 2001 ripete la discesa della parete est del Cervino e il 27 maggio 2006 realizza la prima discesa assoluta del canalone della Solitudine, sempre sulla est del Rosa, 900 metri di dislivello con pendenze oltre i 50°.
Nell'ottobre 2000 lo sciatore estremo sloveno Davo Karničar riesce nella prima discesa senza interruzione dalla cima dell'Everest, effettuata per il versante sud in cinque ore. Tra il 2000 e il 2006 Karničar realizza inoltre per la prima volta la discesa con gli sci di tutte e sette le Seven Summits, le montagne più alte per ciascuno dei sette continenti.
Riguardo alle discese dagli ottomila, quella del K2 può vantare diversi tentativi falliti, alcuni tragicamente. Nel tentativo di compiere questa impresa ha perso la vita il trentino Michele Fait nel 2009, caduto scendendo dal campo 2 della via Cesen, in compagnia dello svedese Fredrik Ericsson. Lo stesso Ericsson è perito nel 2010, ritentando la discesa del K2, nei pressi del Collo di Bottiglia (8.200 m), durante l'ascesa alla vetta con Gerlinde Kaltenbrunner, probabilmente per una scivolata mentre si trovava slegato. Nell'agosto 2009 lo statunitense Dave Watson, impossibilitato a raggiungere la vetta del K2 per le condizioni della parete, riesce però a compiere la prima discesa della difficile sezione del Collo di Bottiglia proseguendo poi per la spalla, fino al campo 3. è il 22 luglio 2018 che il polacco Andrzej Bargiel effettua la prima completa discesa, impiegando circa 8 ore per arrivare al campo base dagli 8611 mt della vetta; fondamentale il supporto del fratello Bartek che con un drone da lui modificato e adattato per volare a quelle altezze ha potuto effettuare una completa ricognizione fotografica permettendo ad Andrzej di individuare esattamente la migliore via di discesa.
Nel 2011 lo svedese Andreas Fransson realizza la prima discesa della parete sud del monte McKinley (6.194 m), e nel 2012 la prima della rampa Whillans sulla Aguja Poincenot, vicina al Fitz Roy: si tratta di un canale di 250 metri di dislivello e pendenze oltre i 50° che taglia obliquamente la parete est della Aguja Poincenot, e secondo Fransson ha costituito la sua più impegnativa discesa fino a quel momento.
In Italia sono attivi le guida alpine Luca Rolli, Francesco Civra Dano, Matteo Calcamuggi, Michele Enzio, Federico Colli, ha eseguito la seconda discesa assoluta, (prima discesa italiana dell'ice fall sull'Everest); Federico Colli e’inoltre il primo italiano ad aprire vie di sci estremo in quattro continenti diversi http://www.mountainblog.it/redazionale/federico-colli-apre-nuove-linee-di-sci-ripido-in-alaska-con-christofer-martins-e-alex-ryde/ .Olliveri, Roberto Rossi, Jimmy Sesana, Fabio Beozzi, artefice nell'ottobre del 2011, della prima discesa assoluta in sci, del versante Messner, sul monte Cho Oyu (8201m[17] , poi gli snowboarder Davide Capozzi, Luca Pandolfi, Pietro Marzorati, Luca Zanette e Giorgio Bavastrello. Tra le donne Giulia Monego. Altri: Robi Garnero, Diego Fiorito, Andrea Bormida, Davide Terraneo, Lorenzo Facelli, Jerome Gingreau, Francesco Salamone,Matteo Martignoni, Luca Zattoni, Mattia Varchetti e Christian Botta. Tra le discese più importanti si possono ricordare: la prima discesa della via Anderson sulla spalla nord-est del Monte Maudit (2010, Rolli, Civra Dano, Capozzi e Gianluca Marra), la prima ripetizione della via Grivel-Chabod sulla parete nord dell'Aiguille Blanche de Peuterey dopo quella di De Benedetti del 1980 (2010, Civra Dano e Rolli), la prima discesa del canalone sud delle Dames Anglaises (2012, Civra Dano e Edmond Joyeusaz), la prima ripetizione della parete nord del Disgrazia (2013 Tagliabue-Terraneo-Varchetti).
In Dolomiti sono attive le guide alpine Francesco Tremolada e Andrea Oberbacher, artefici delle nuove discese di Tofana di Dentro 3238m, Lavarella e Conturines 3064m, e i bellunesi Francesco Vascellari, Loris De Barba e Davide D'Alpaos, artefici delle discese di quattro nuovi Tremila delle Dolomiti mai sciati in precedenza come Cima De Toni 3040m (gruppo Civetta), Picco dei Tre Scarperi 3065m (gruppo Dolomiti di Sesto), Piz Popena 3152m (gruppo Cristallo) e Cima De Falkner 3053m in Sorapiss, oltre che decine di discese estreme su cime rappresentative come Pelmetto, Lastei d'Agner, Duranno, Sasso di Toanella, Croda Marcora, Rocchetta di Bosconero e Pelf. Importanti discese estreme sono state effettuate dai fassani Tommaso Cardelli, Cristian Dallapozza e Maurizio Icio Davarda (snowboard) e i trentini, attivi in Dolomiti di Brenta, con i fratelli Luca e Roberto Dallavalle, le guide Alessandro Beber e Marco Maganzini. Altri: l'agordino Loris Gaz, il cadorino Aldo Valmassoi, e l'austriaco Thomas Gaisbacher (Dolomiti di Sesto e Lienz).

## Principali sciatori estremi
Nel seguente elenco i principali sciatori estremi per periodo:
- Dagli anni sessanta
  - Sylvain Saudan
- Dagli anni settanta
  - Anselme Baud
  - Jean-Marc Boivin
  - Stefano De Benedetti
  - Bill Briggs
  - Gérard Chantriaux
  - Daniel Chauchefoin
  - Yves Détry
  - Heini Holzer
  - Kurt Jeschke
  - Toni Valeruz
  - Patrick Vallençant
- Dagli anni ottanta
  - Bruno Gouvy (snowboard)
  - Rémy Lécluse
  - Mauro Rumez
  - Pierre Tardivel
- Dagli anni novanta
  - Chris Davenport
  - Davo Karničar
  - Andrew McLean
  - Marco Siffredi (snowboard)

## Filmografia
- La parete che non c'è - 1996 - Cda & Vivalda Editori[62]
- Steep - 2007 - Storia dello sci estremo dai pionieri ad oggi[63]